# Ulisse Bacci
Ulisse Bacci (Barberino Val d'Elsa, 1846 – Roma, 1935) è stato un giornalista e politico italiano, importante esponente della massoneria italiana.

## Biografia
Nato nel 1846 a Barberino Val d'Elsa, nell'odierna città metropolitana di Firenze, aderì alla massoneria nel 1867  per divenire poi segretario generale del Grande Oriente d'Italia e raggiunse il  33º ed ultimo grado del Rito scozzese antico ed accettato. Nel 1872 divenne direttore del periodico Rivista della Massoneria Italiana, del quale acquisì anche la proprietà . Di orientamento repubblicano, nella pagine della rivista da lui diretta si espresse per una scuola non confessionale e per l'introduzione del divorzio nell'ordinamento italiano .
Nel 1914 si impegnò in una polemica con lo storico Alessandro Luzio che aveva negato qualsiasi apporto della massoneria all'unificazione italiana. Bacci rispose citando proprio l'Osservatore romano e la Civiltà cattolica, fonti autorevoli del pensiero cattolico ufficiale, che in più occasioni avevano, dal loro punto di vista, esecrato l'influenza massonica. 
Con l'avvento del fascismo e l'accentuarsi della politica ostile del regime verso la massoneria, subì i provvedimenti di polizia. Nel 1926 il prefetto di Roma dispose la sospensione della rivista massonica con gravi danni economici per il Bacci.
Scrisse alcuni testi di orientamento patriottico e anticlericale e un'opera dal titolo Il libro del massone italiano, ristampata più volte, anche in anni recenti. Morì a Roma, a ottantanove anni, nel 1935.

## Opere
- Ai martiri della patria sacrificati dal dispotismo sacerdotale, Firenze, Tip. Mariani, dopo il 1860.
- A Roma. Canzone epica, Firenze, Tip. Nazionale di V. Sodi, 1869.
- Gualberta la castellana di Cepparello. Novella del secolo XIII, Milano, Nicola Battezzati, 1876.
- Fra' Dolcino. Dramma storico in versi in cinque atti, Roma, Tipografia fratelli Centenari, 1884.
- Il libro del massone italiano, Roma, Tipografia fratelli Centenari, 1908.